# Mastacembelus notophthalmus
Mastacembelus notophthalmus är en fiskart som beskrevs av Roberts, 1989. Mastacembelus notophthalmus ingår i släktet Mastacembelus och familjen Mastacembelidae. Inga underarter finns listade i Catalogue of Life.